# 55. п. н. е.

## Догађаји

### Август
- 22. август или 26. август — Јулије Цезар покреће своје прве инвазије на Британију као одговор на то да су Брити пружили војну помоћ његовим галским непријатељима. Цезар се повлачи назад у Галију када олуја спречи већину његових снага да се искрца на британску обалу.